# Церковь Святого Иоанна (Маастрихт)
Церковь Святого Иоанна — готическая протестантская церковь в центре нидерландского города Маастрихт. Церковь расположена напротив католической базилики Святого Серватия на площади Фрейтхоф, формируя таким образом уникальный для Нидерландов ансамбль «церквей-близнецов».

## История
Церковь Святого Иоанна была одной из четырех приходских церквей Маастрихта в средние века. Церковь названая в честь Иоанна Крестителя была основана около 1200 г. капитулом Святого Серватия, чтобы служить приходской церковью для прихода Святого Серватия. Это облегчило бремя базилики Святого Серватия и позволило ей функционировать исключительно как коллегиальной (капитульной) и паломнической церкви. По субботам перед Пасхой и Пятидесятницей каноники преподобного Серватия шли процессией к церкви Святого Иоанна для освящения воды. В это время церковный хор пел каноникам из первого трансепта церкви. Церковь Святого Иоанна впервые упоминается в 1218 году. Нынешняя церковь датируется XIV-м, началом XV-го веками. В 1414 г. был пристроен готический баптистерий. Первоначально построенная башня церкви рухнула 8 июня 1366 года после сильного шторма. Нынешняя башня была построена во второй XV-го века после долгого ремонта, тогда же был возведен и высокий фонарь.
В 1632 году, после завоевания Маастрихта Фредериком Генрихом Оранским, церковь окончательно перешла в руки протестантов после того, как протестанты уже некоторое время использовали её. С 1633 года церковь принадлежала последователям Нидерландской Реформатской Церкви. Бывшая ризница должна была служить консисторией. Настенные росписи с католическими сценами были скрыты под слоем побелки и были вновь очищены только во время реставрации в начале XX-го века. Базилика Святого Серватия оставалась католической и после 1632 года. Отношения между соседствующими протестантами и католиками не всегда были гармоничными. В XVII-м веке совет церкви Святого Иоанна жаловался на «волчьи танцы» и дикий колокольный звон в базилике Святого Серватия, нарушающие проповедь в церкви. В 1659 году между советом церкви Святого Иоанна и скульптором и резчиком по слоновой кости Йоханнесом Буасье возник спор о мраморной гробнице, которую он сделал для Якобы Кабелио-де Гриз. Церковный совет посчитал памятник слишком католическим.
Башня не всегда была ярко-красного цвета; в письменных источниках упоминаются желтый цвет (начало XVII-го века) и белый (начало XIX-го века). Церковь реставрировалась несколько раз: в 1713 году (городской архитектор Жиль Дуайен), затем в 1774 году (башня восстановлена и выкрашена в красный цвет), примерно в 1800 году (внутренняя побелка), в 1822 году (башня восстановлена и выкрашена в красный цвет) и в 1843-44 годах (внутренний неф). В 1877-85 годах была проведена капитальная реставрация под руководством Питера Кёйперса (в том числе реставрирована крыша башни), а в 1909-12 годах — реставрация под руководством Виллема Шпренгера (вход с площади Фрейтхоф замурован, баптистерий отреставрирован). В 1967 году и, наконец, в период 1981-85 годов церковь была снова реставрирована под руководством Ваалко Дингеманса (в 1967 году интерьер, а позже и башня; стоимость реставрации 4.3 миллиона гульденов). Во время последней реставрации башня была снова перекрашена в красный цвет в 1983 году.

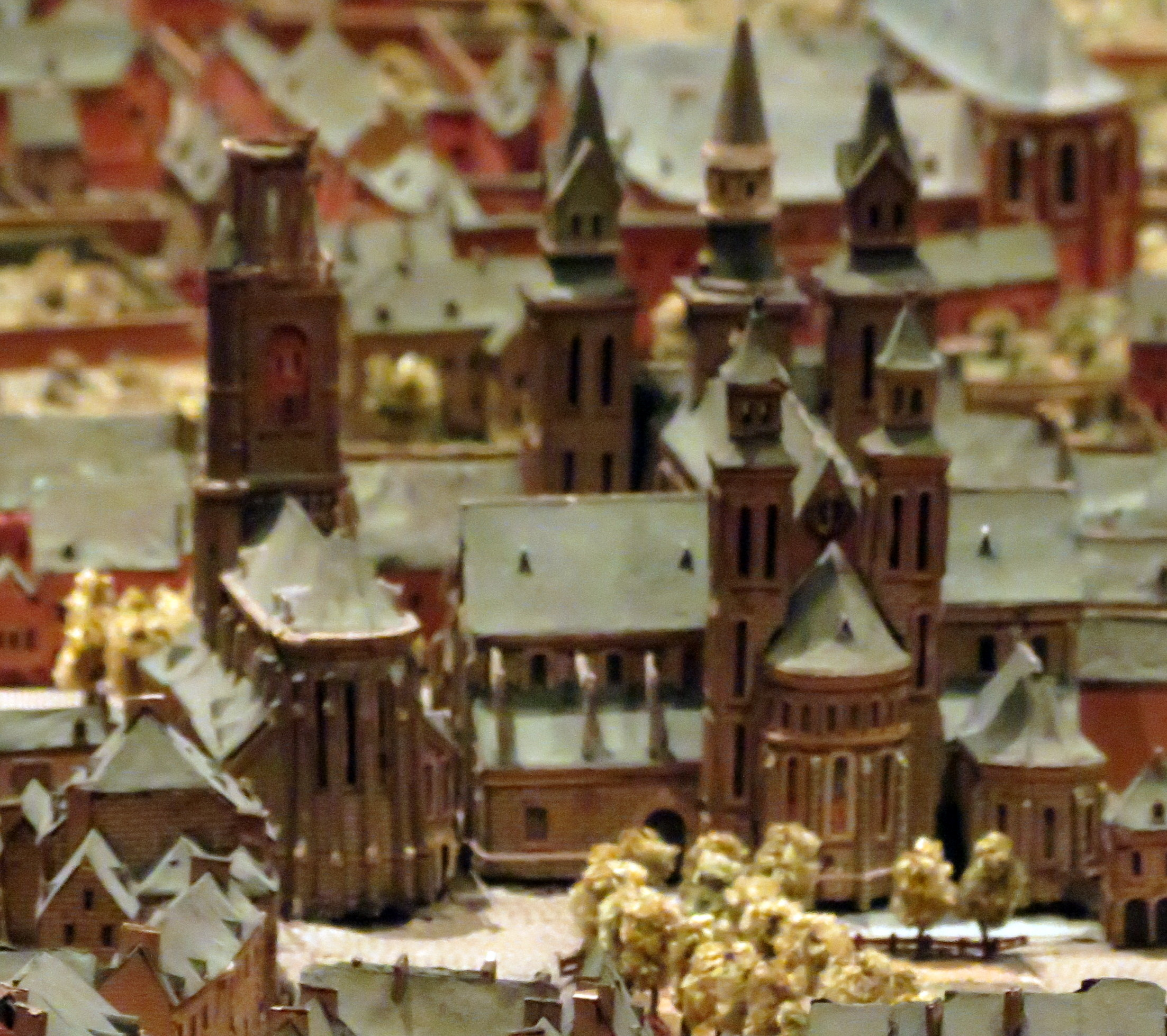
Церкви-близнецы на макете Маастрихта 1752 года
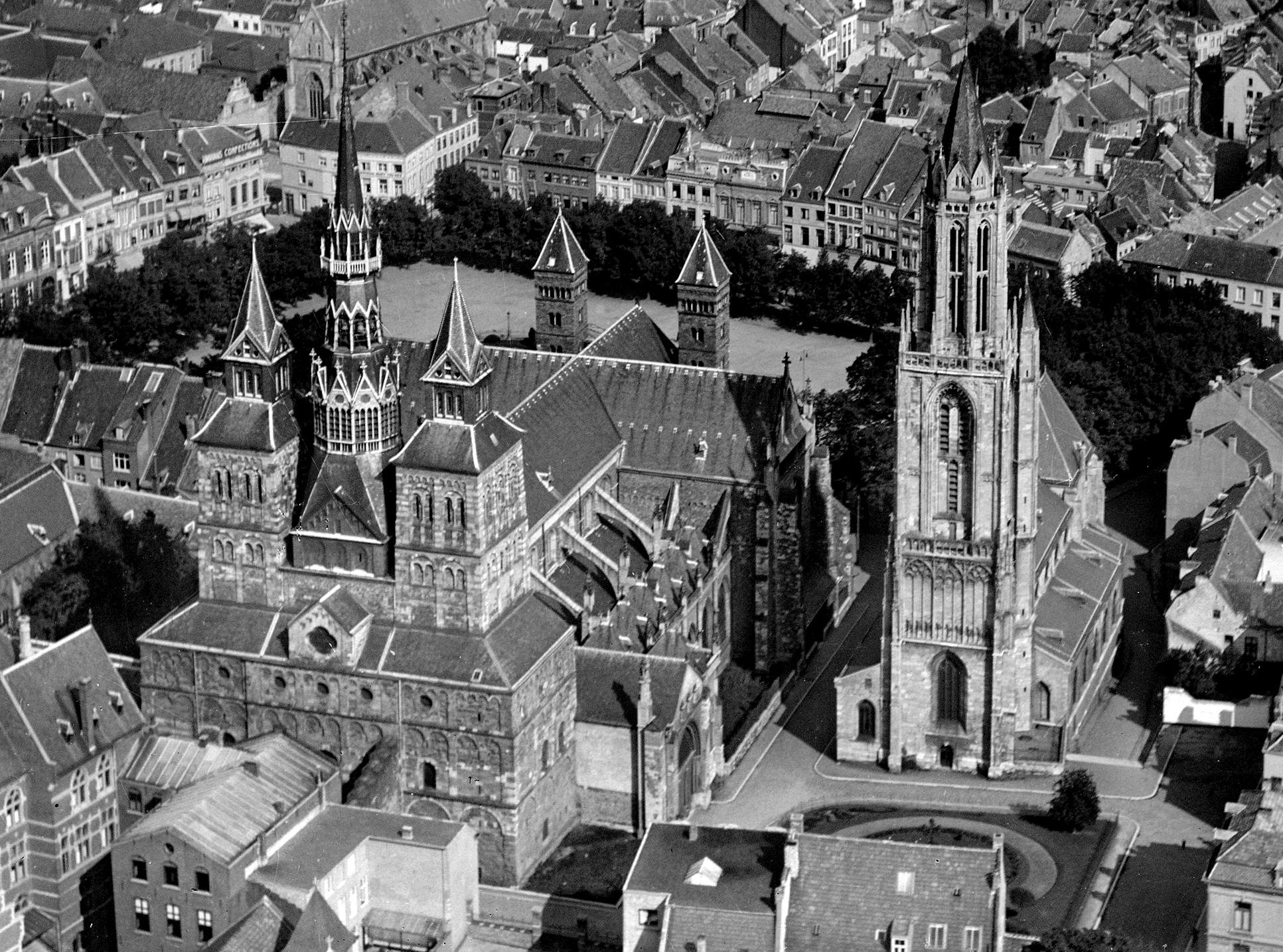
Вид с запада на аэрофотоснимке, ок. 1920-1930 гг.
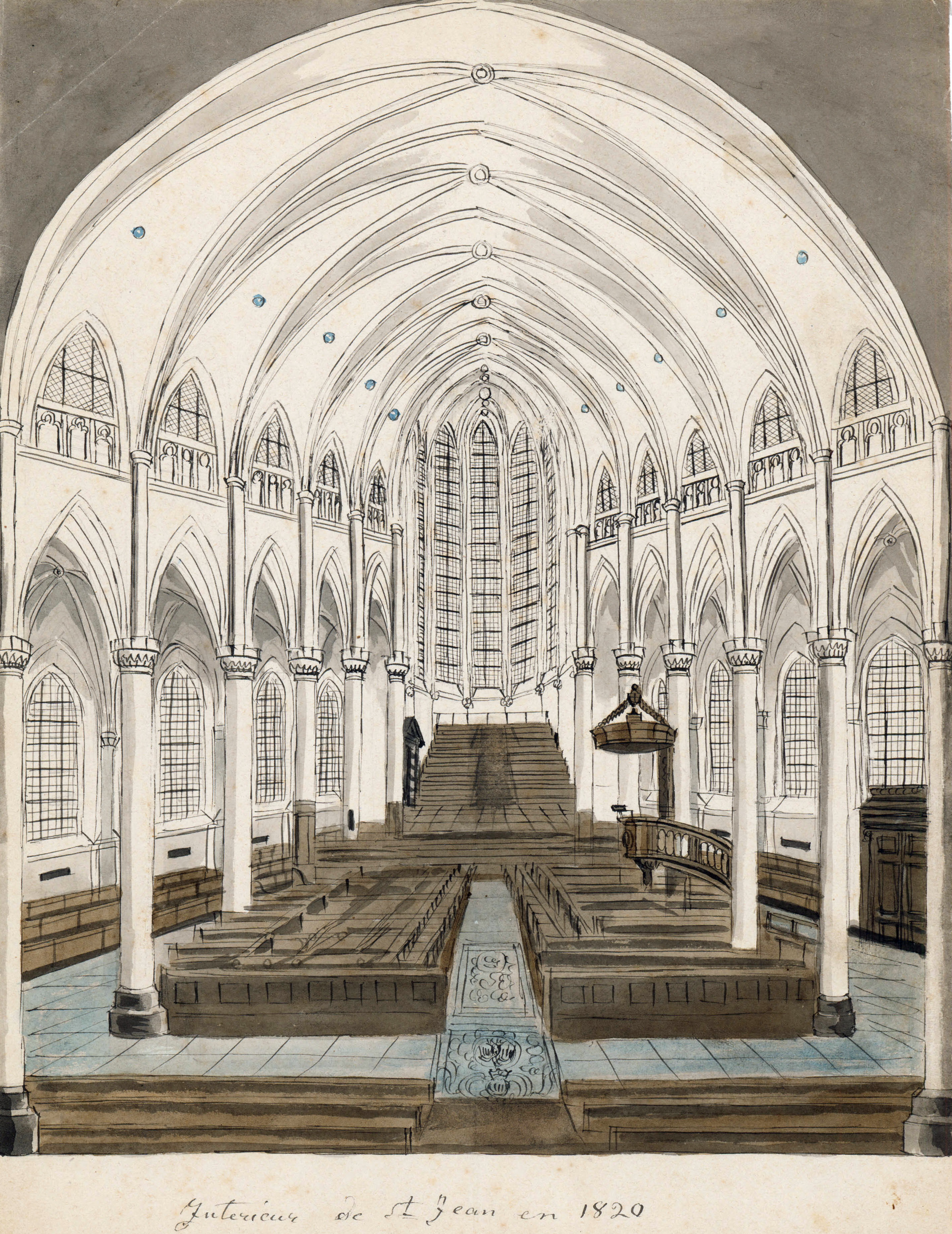
Интерьер в 1820 г. (Филлип ван Хульпен)
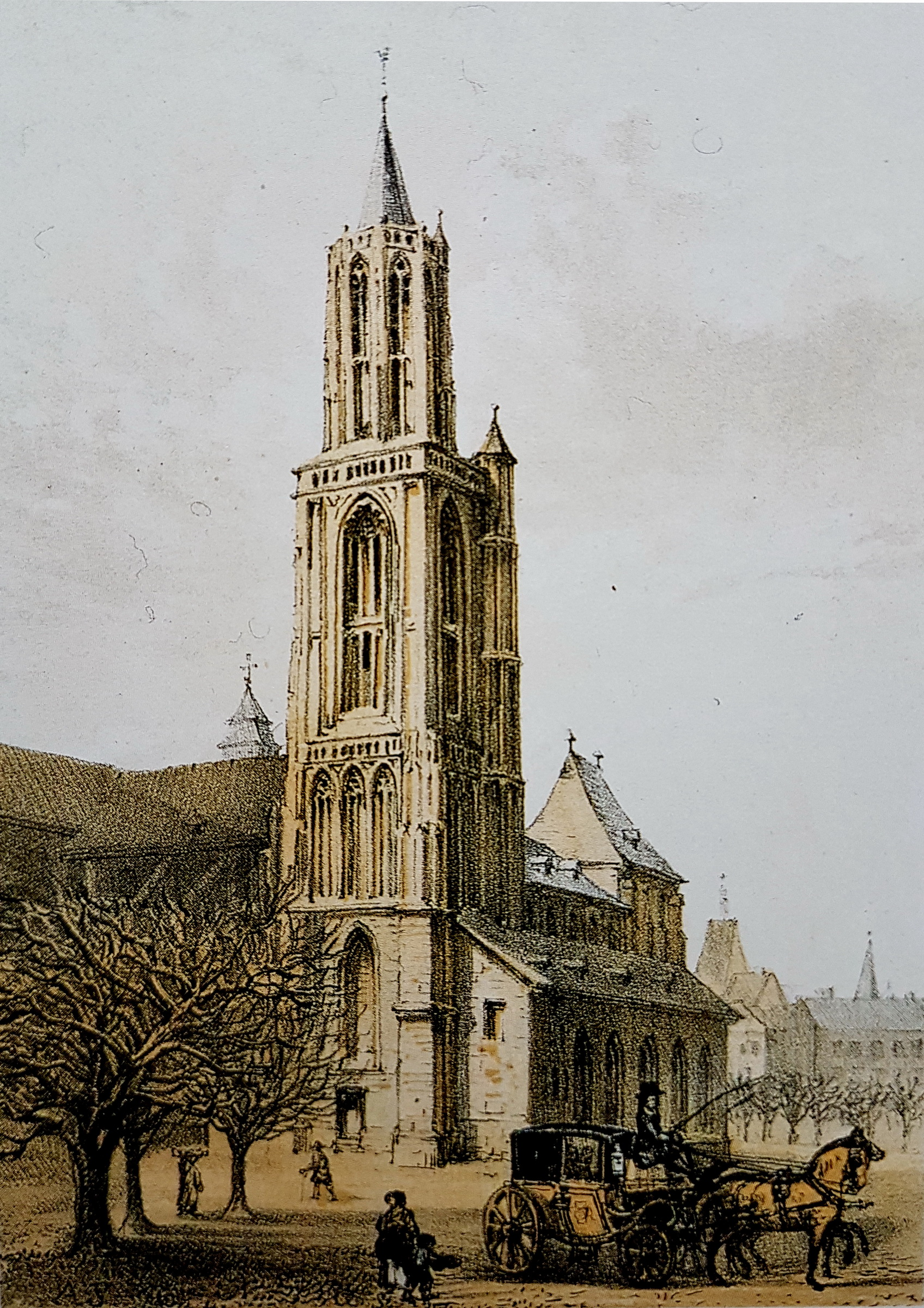
Башня церкви, середина XIX-го века (Александр Шепкенс)
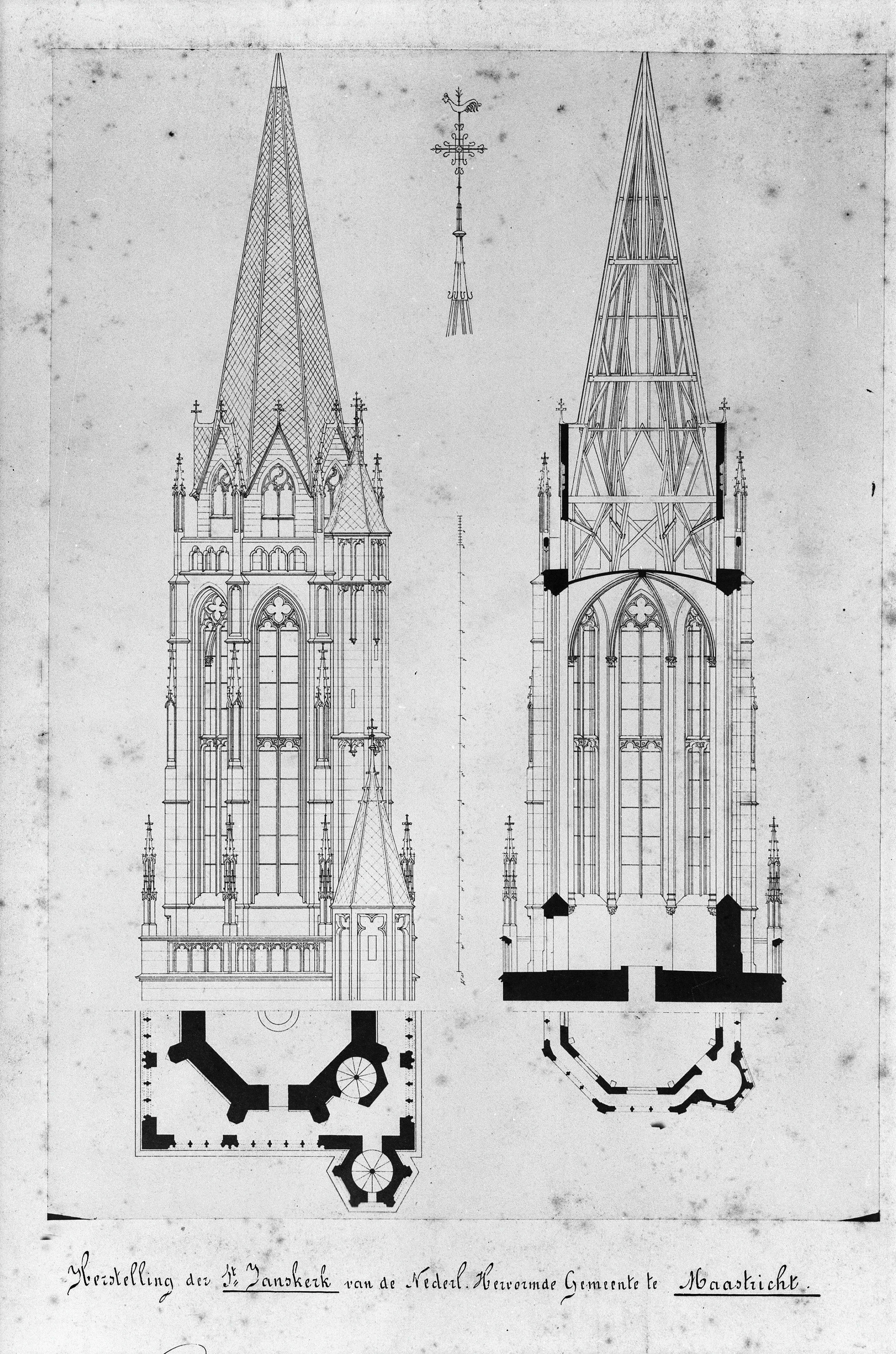
Реставрация башни, ок. 1870 г. (Питер Кёйперс)
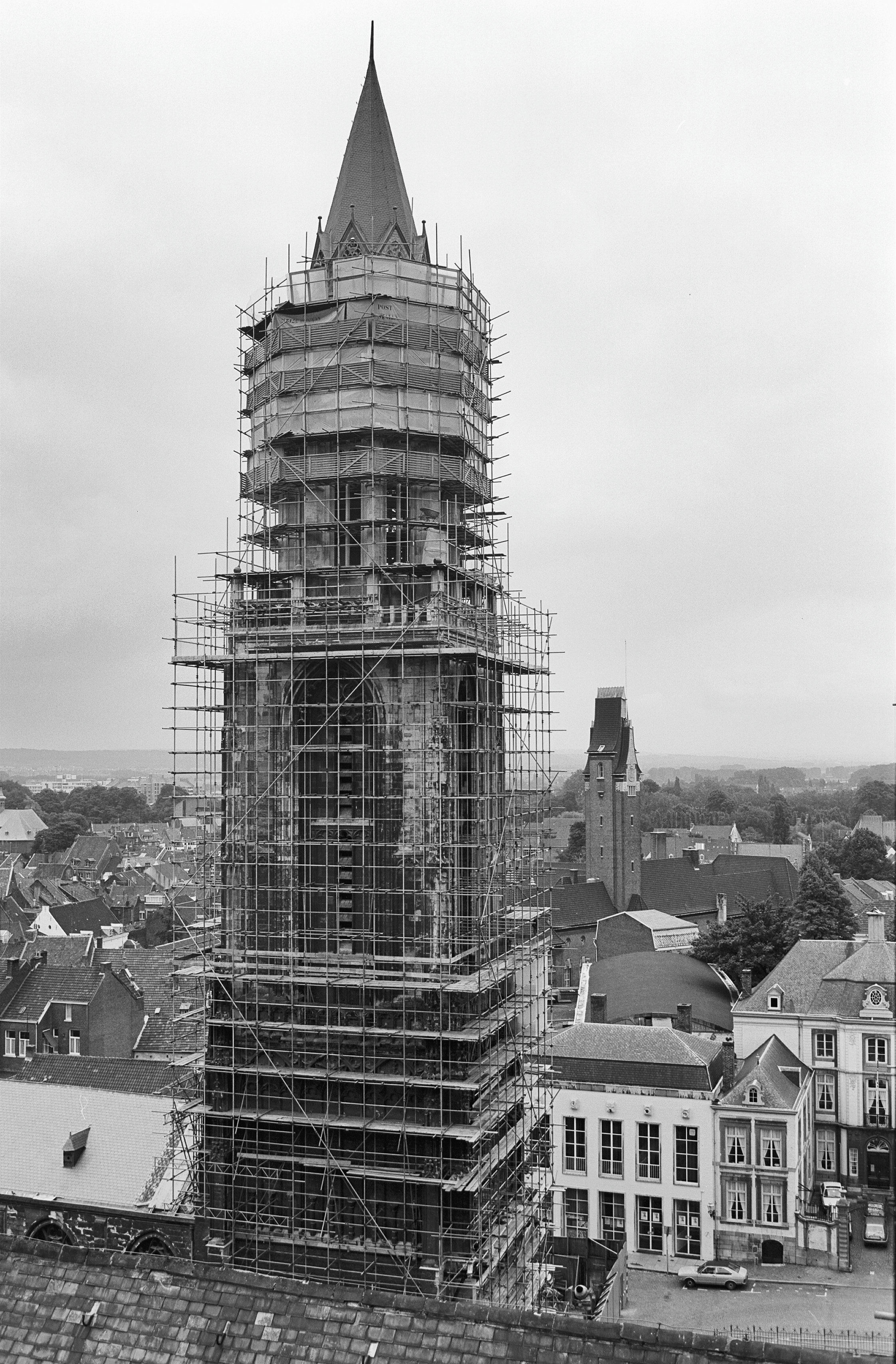
Реставрация башни в 1982 г.

## Текущее использование

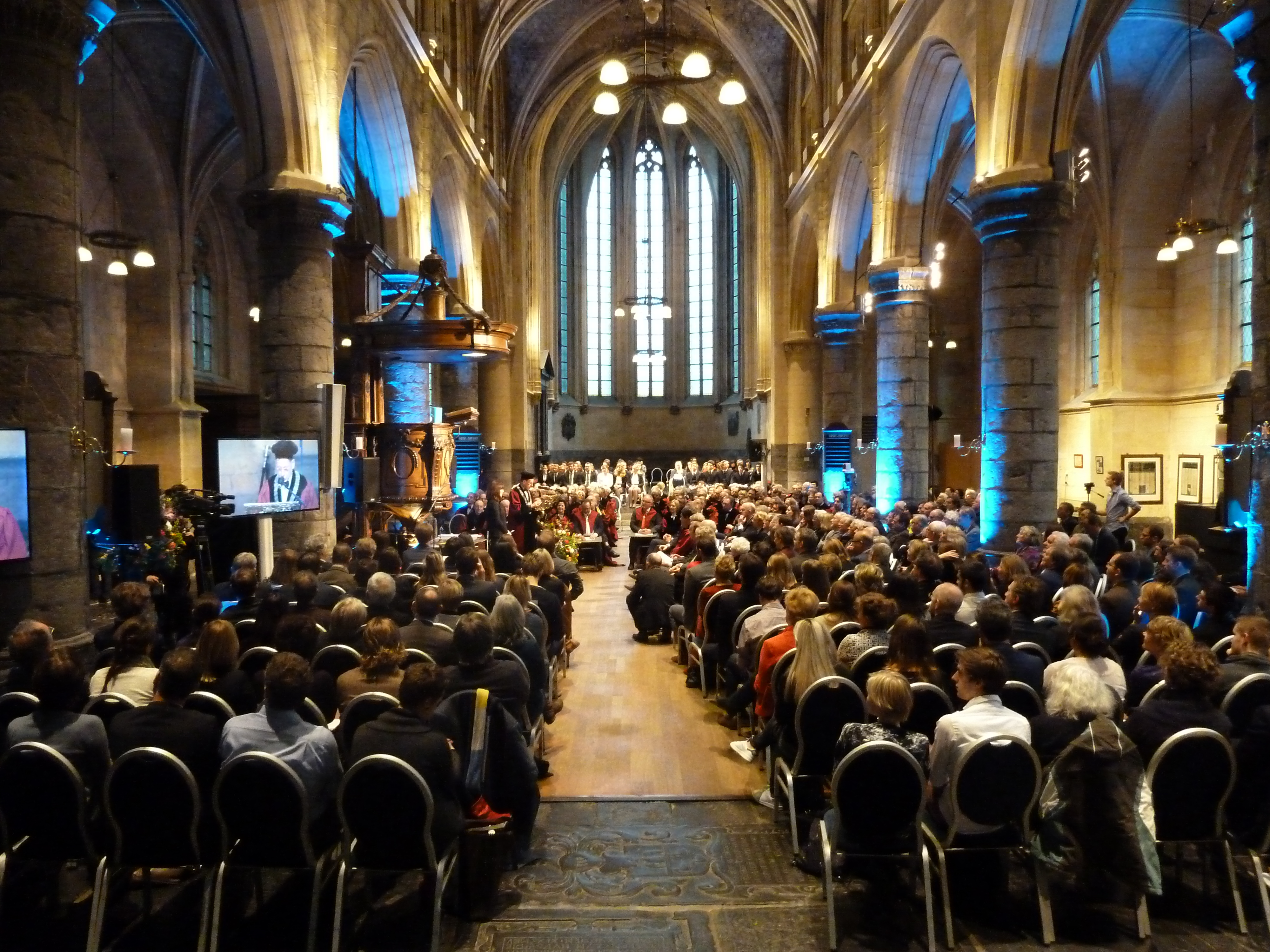
Празднование дня рождения Маастрихтского университета

Церковь Святого Иоанна используется как церковное здание прихода общины Маастрихт-Хевелланд, который относится к Протестантской церкви Нидерландов. Протестантская церковь Нидерландов была создана в 2004 году в результате слияния Нидерландской реформатской церкви и Реформатских церквей Нидерландов.
В церкви регулярно проходят концерты, в том числе во время ежегодного фестиваля религиозной музыки «Musica Sacra». Празднование дня рождения Маастрихтского университета проходит около 9-го января. В марте во время международной художественной ярмарки TEFAF проходит ярмарка старинных книг и гравюр.
Летом храм можно посещать ежедневно (с Пасхи до окончания осенних каникул), кроме воскресенья, когда проходят церковные службы. Летом также можно подняться на башню высотой почти 80 метров (самую высокую в Маастрихте). Главный вход в церковь осуществляется с площади Хендрика ван Велдеке.

## Описание

### Экстерьер

#### Здание церкви

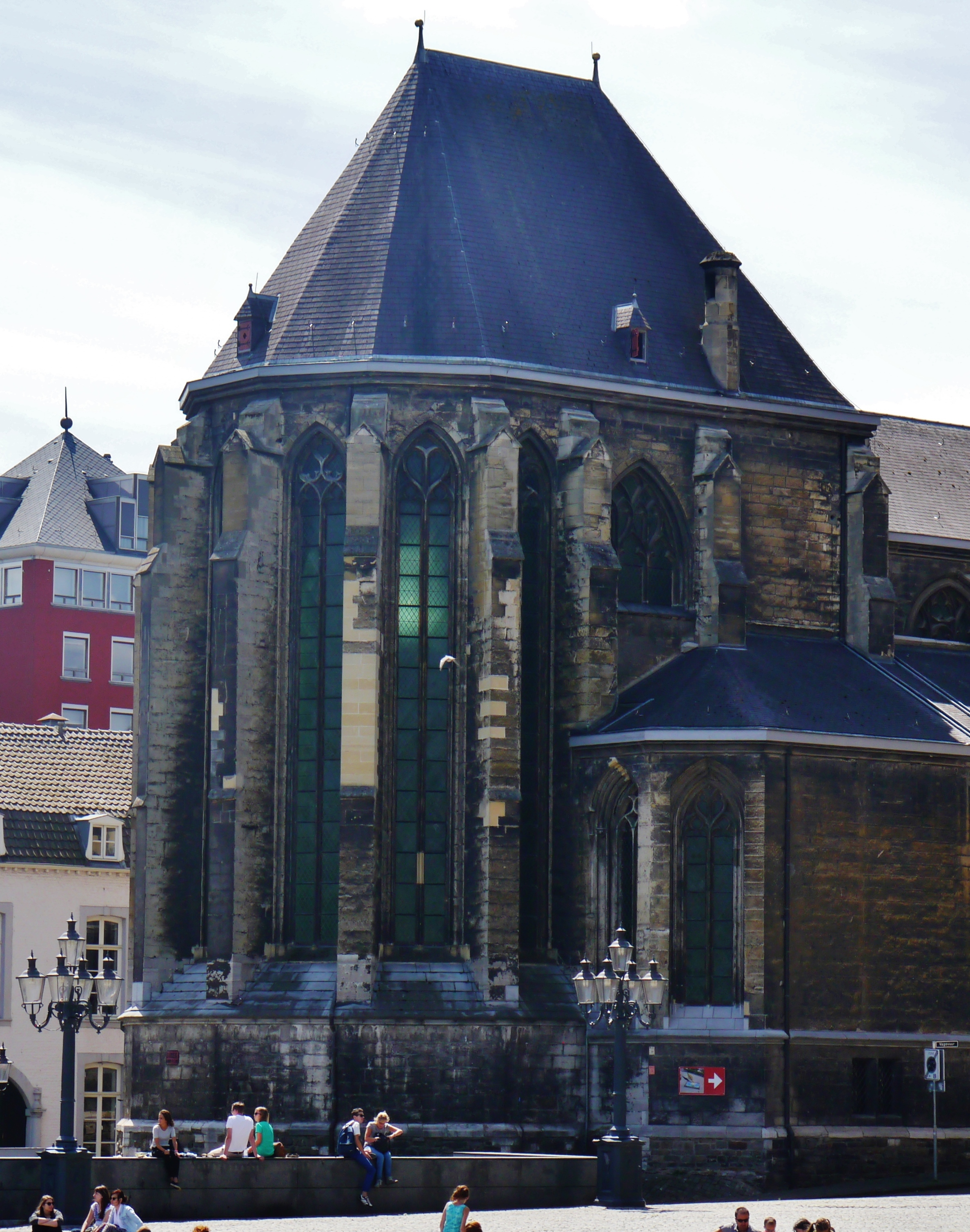
Вид на хор с севера
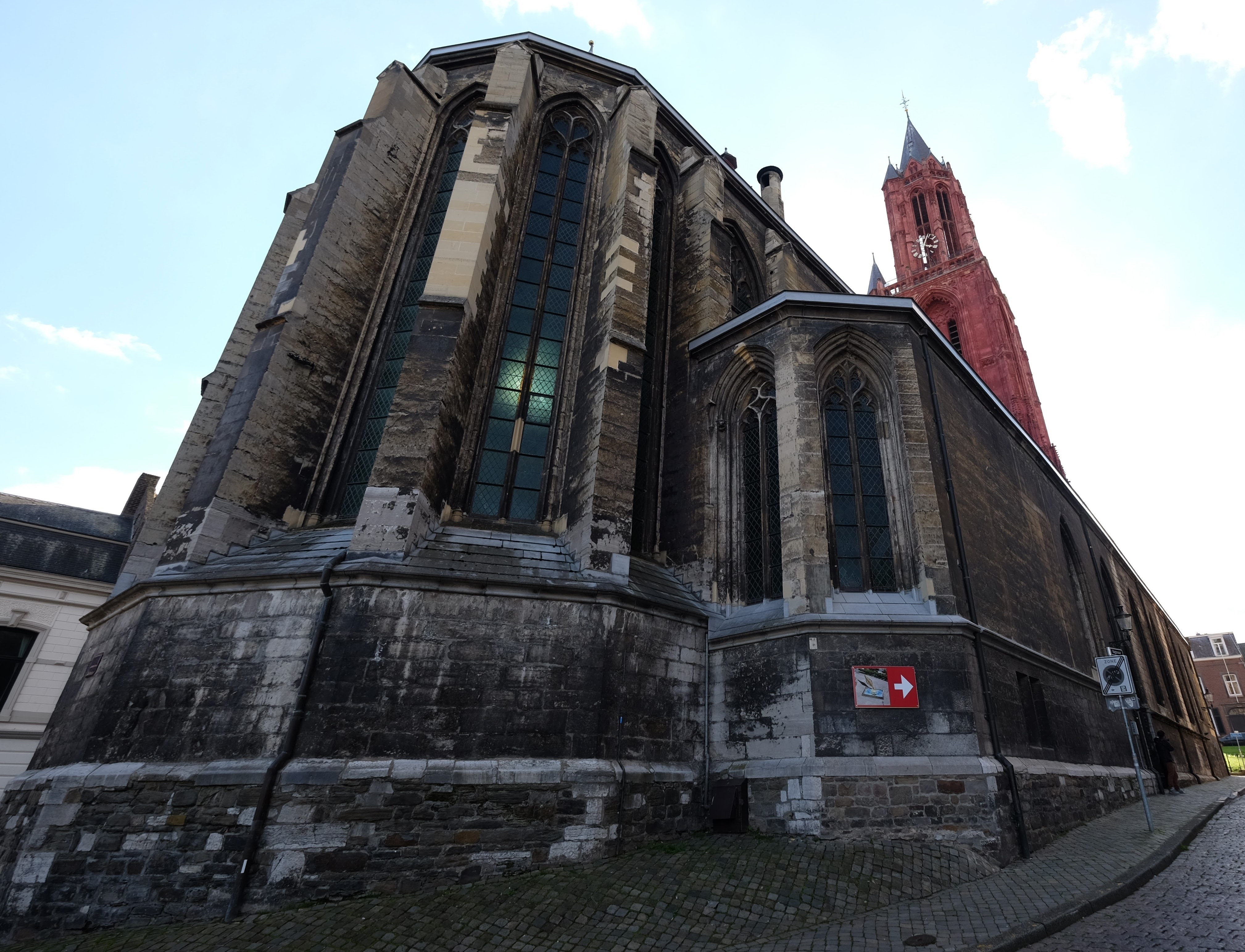
Вид на хор и проезд с севера
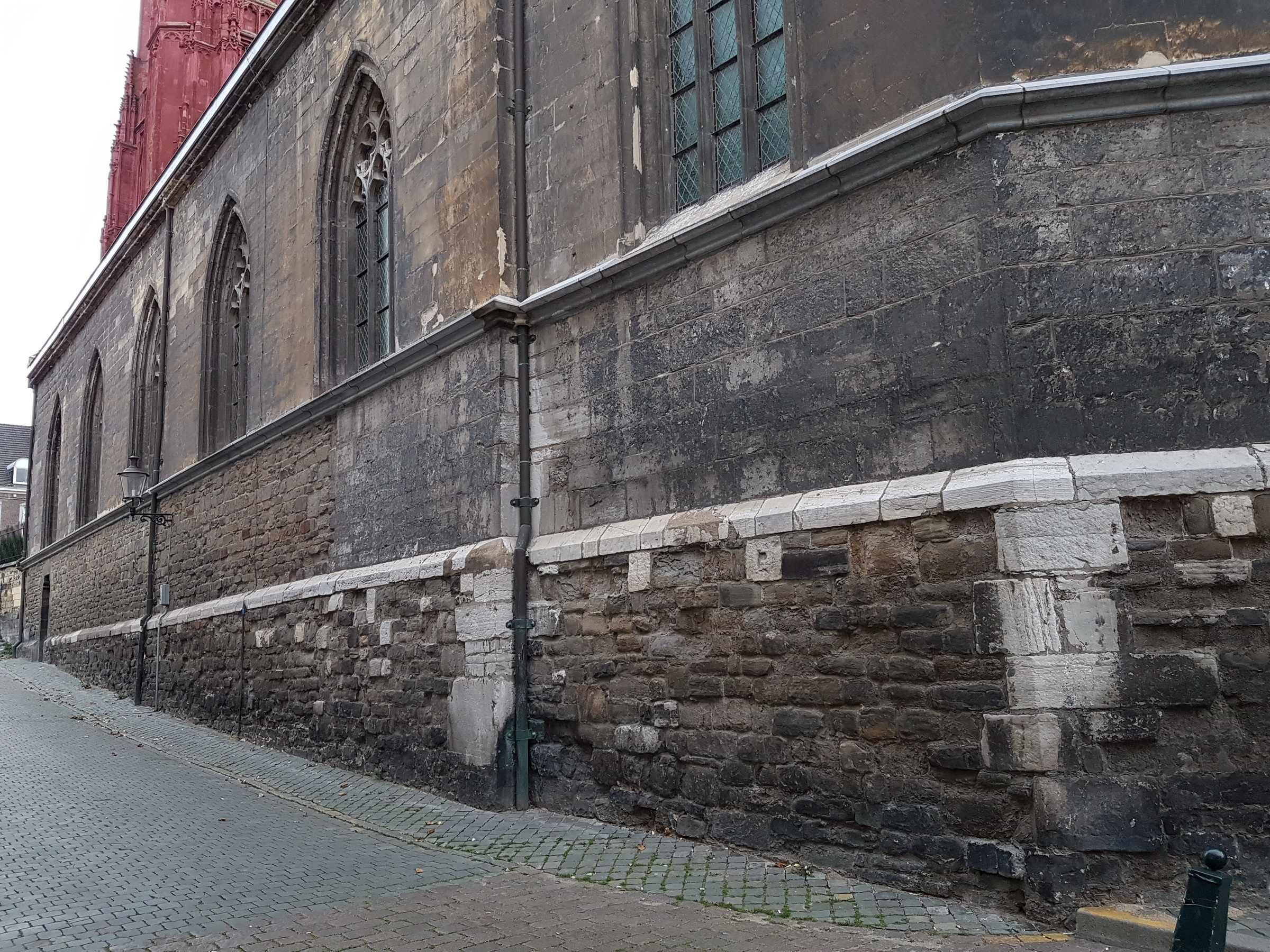
Вид на проезд с юга
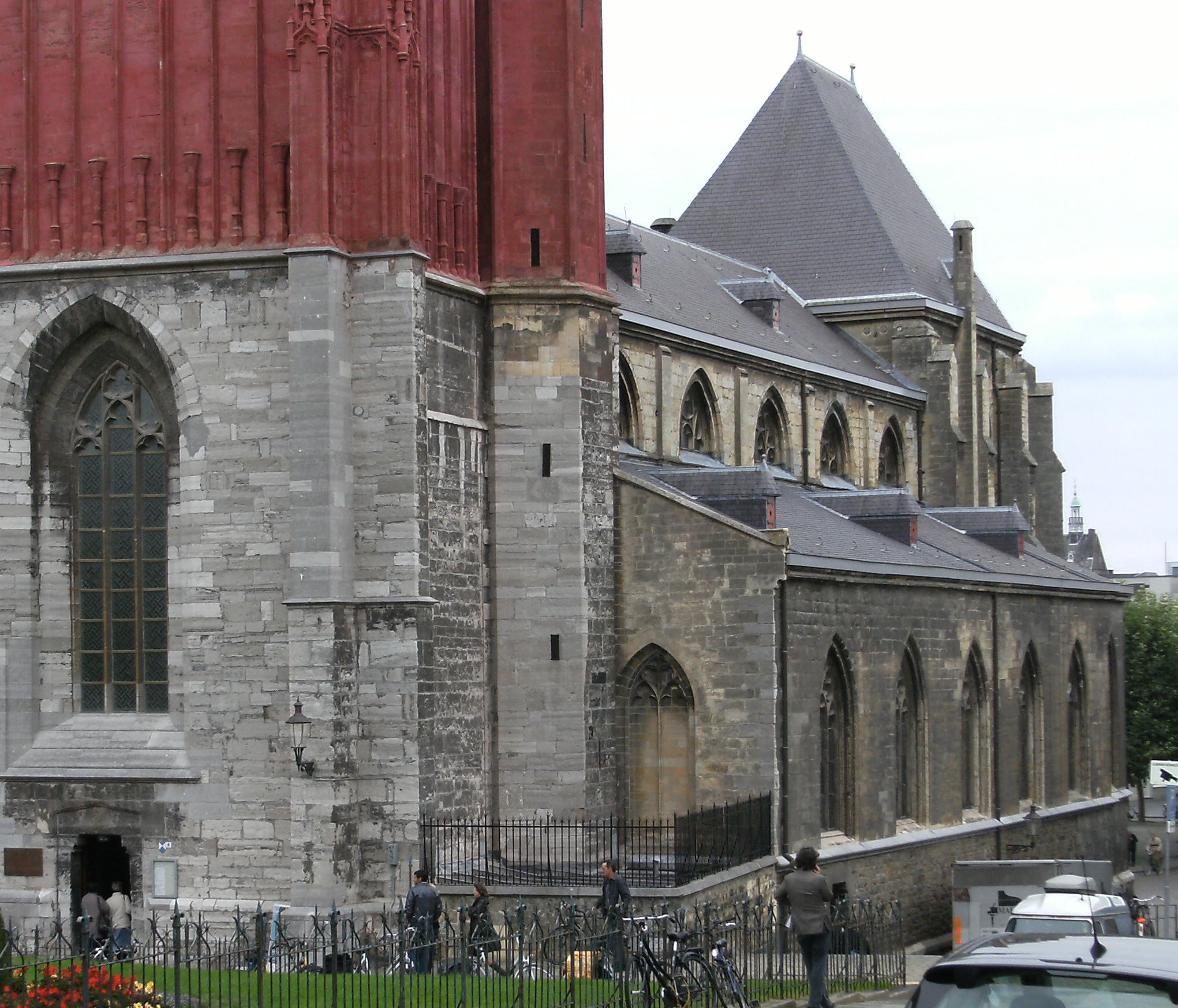
Вид с запада

#### Башня

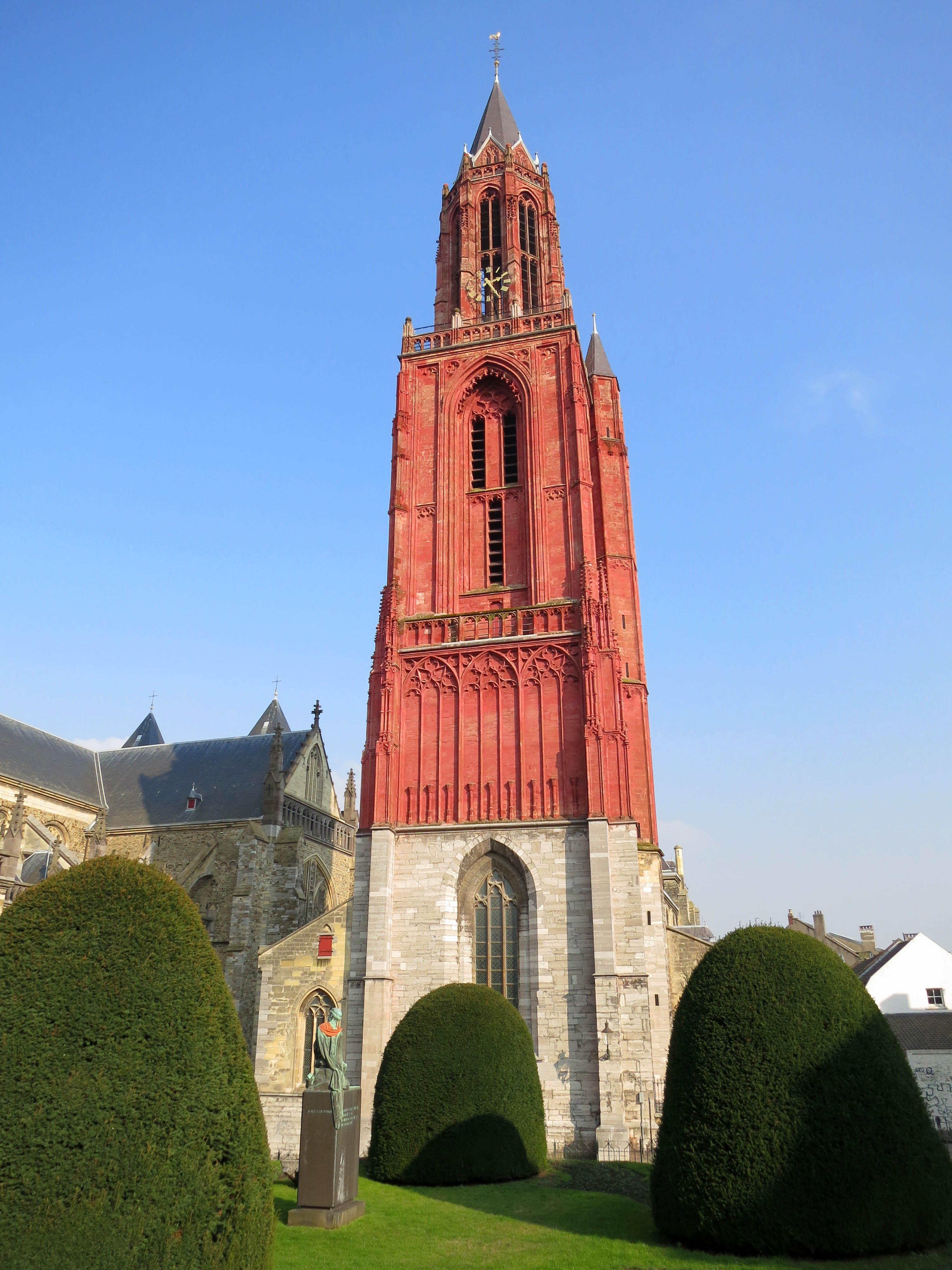
Вид на башню с запада
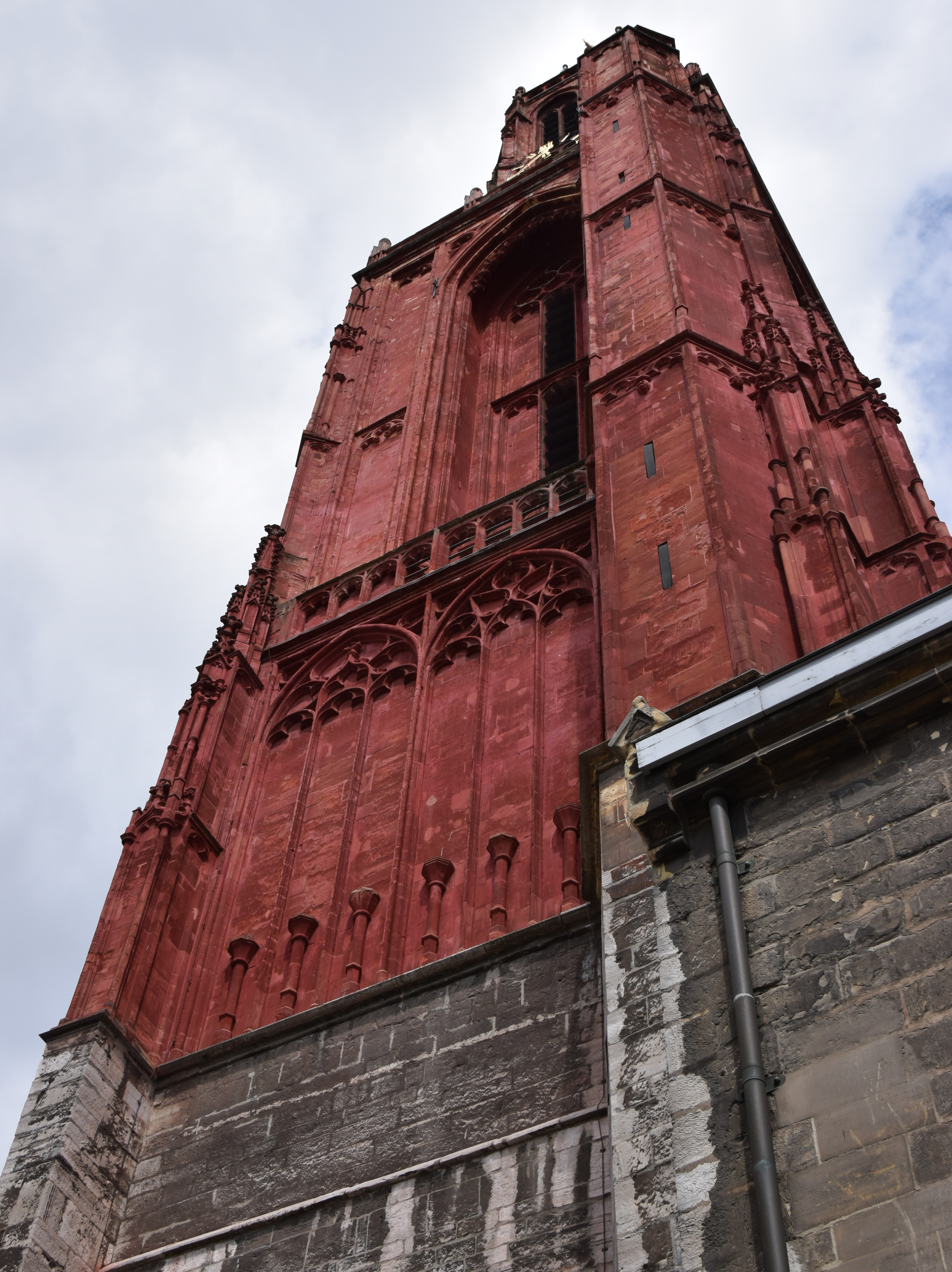
Вид на башню с юга
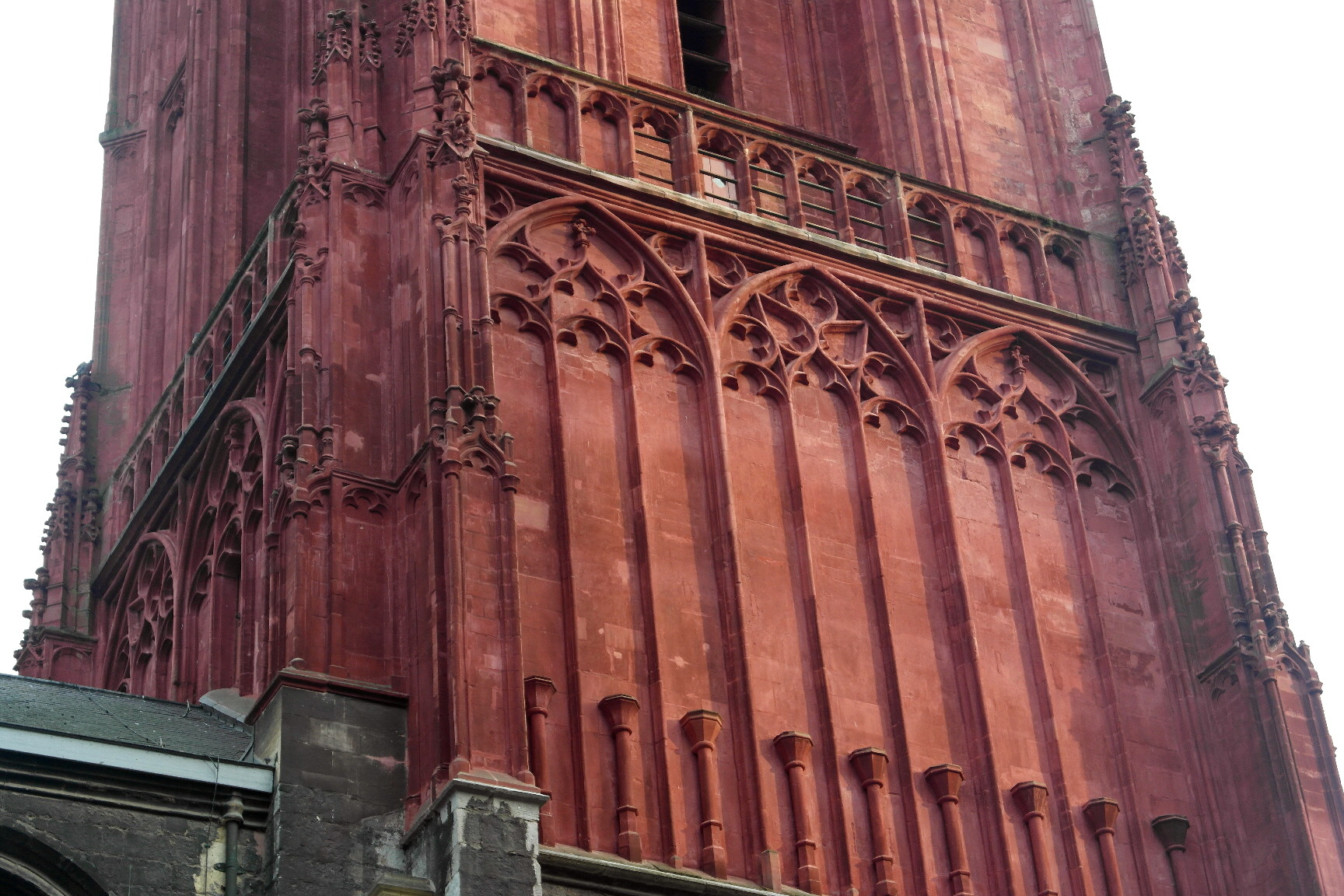
Деталь рельефа
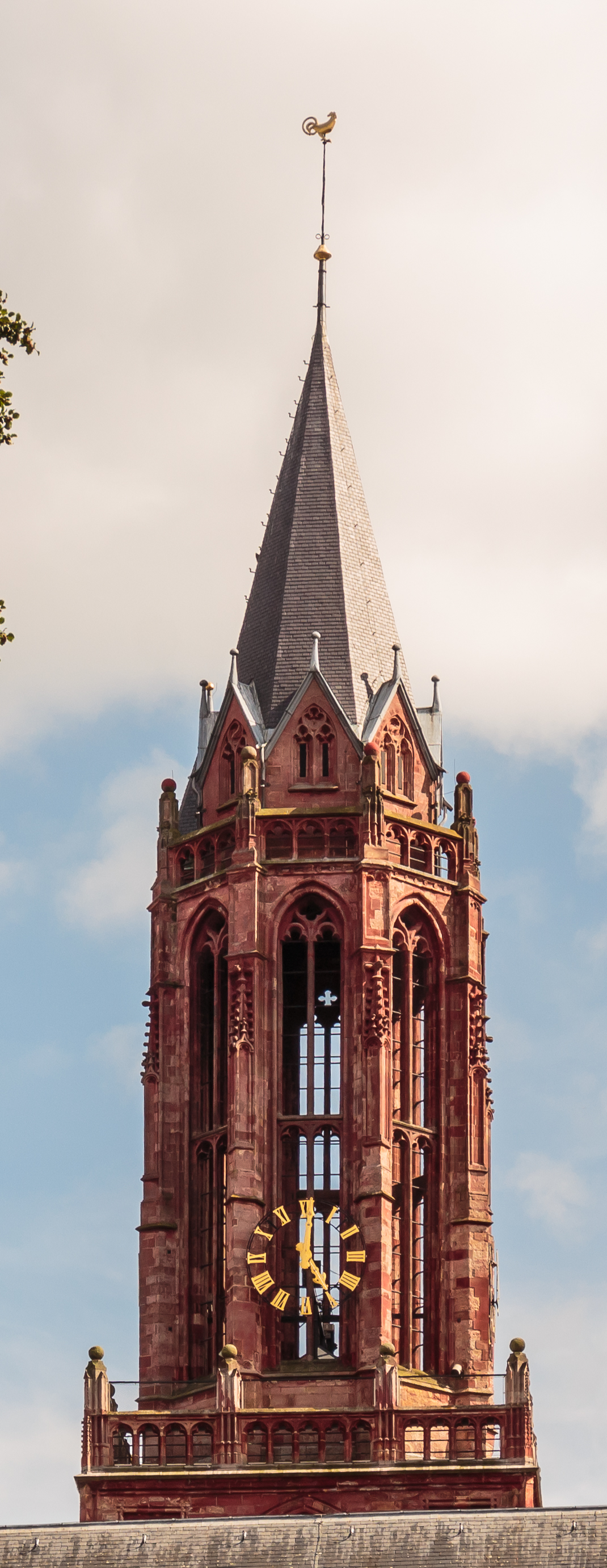
Деталь фонаря и шпиля

### Интерьер

#### Архитектура, скульптура и живопись

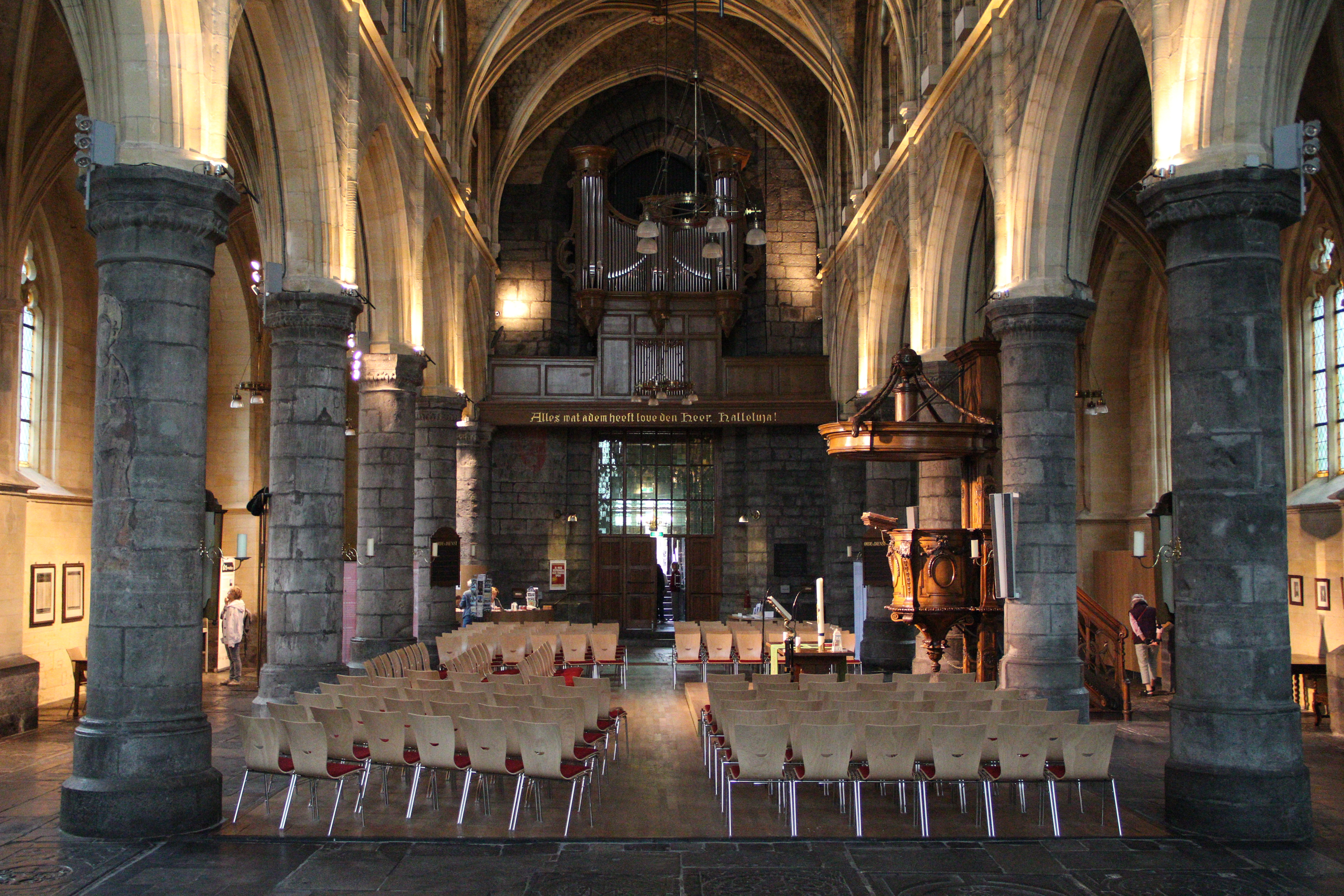
Вид не интерьер с запада
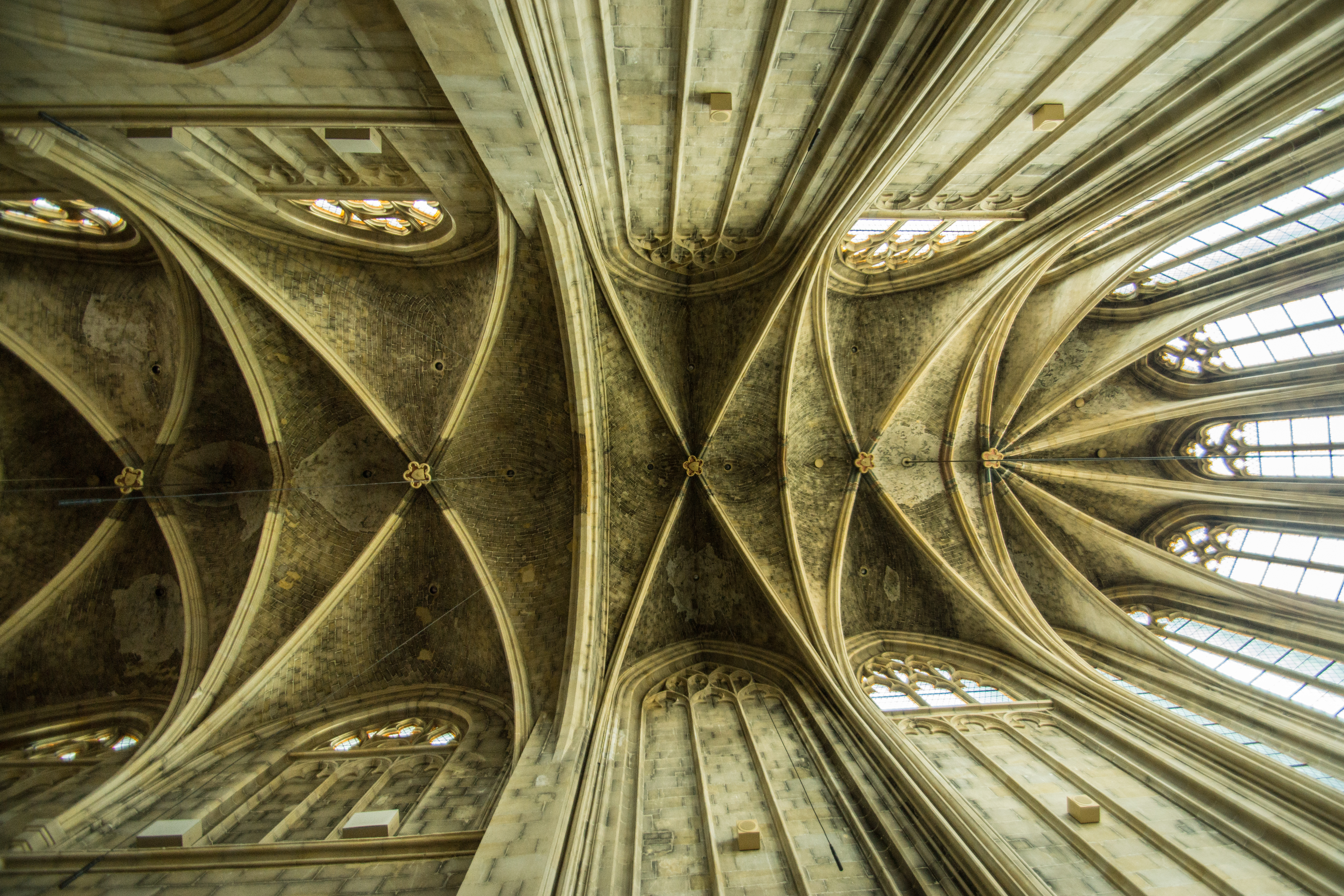
Потолок хора
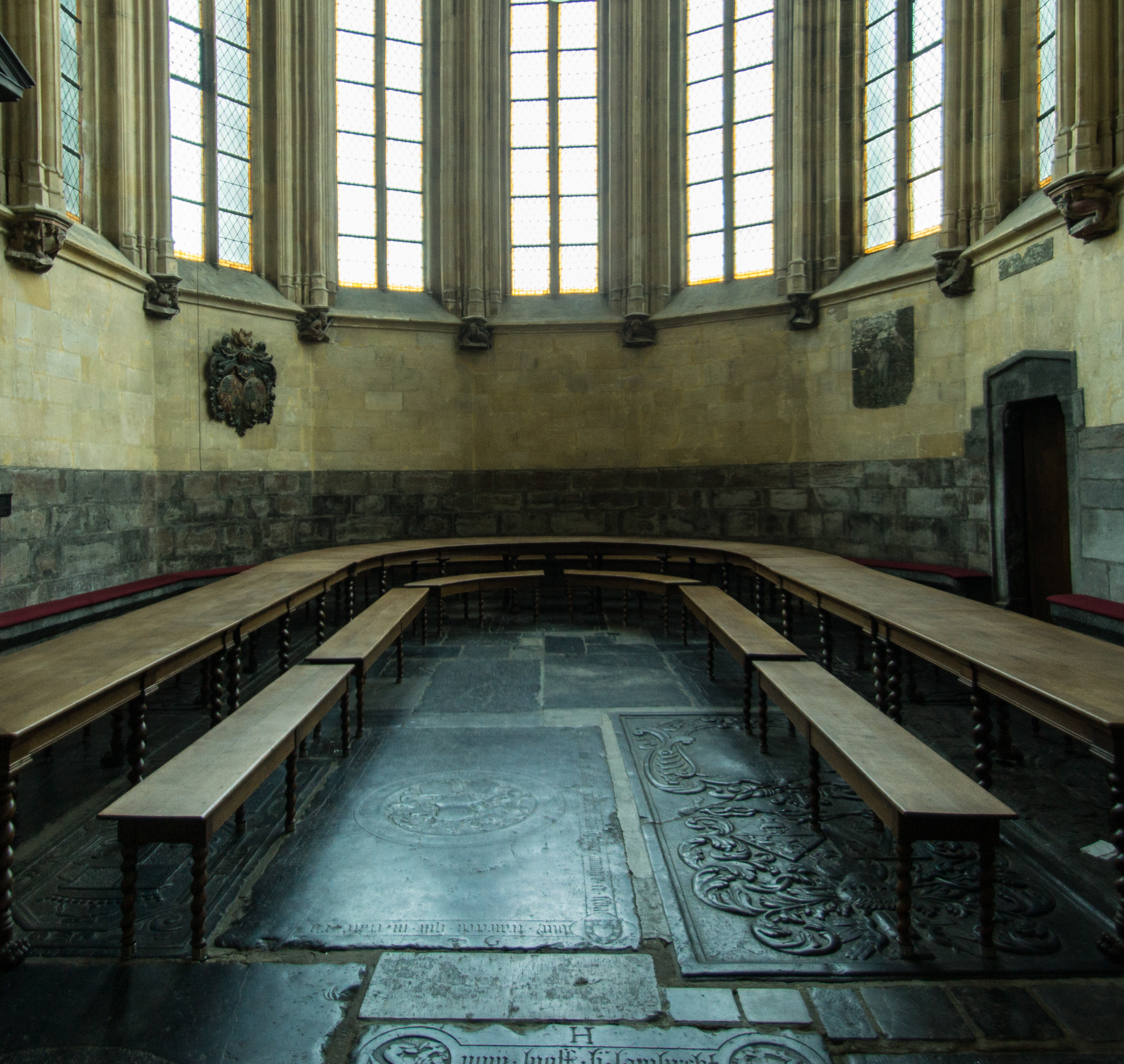
Хор с карнизами и надгробиями
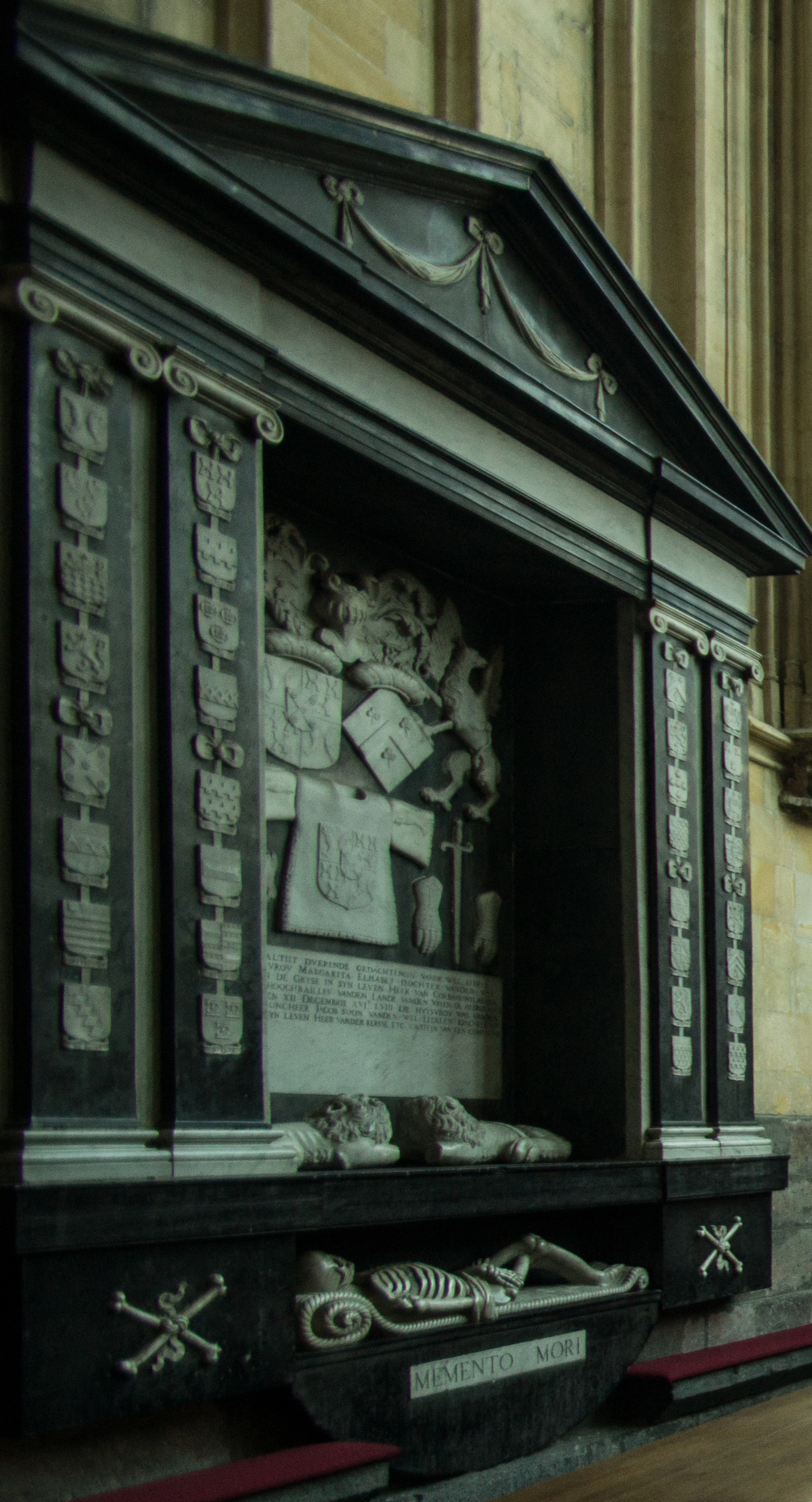
Надгробный памятник Маргарите Кабелио

#### Орган

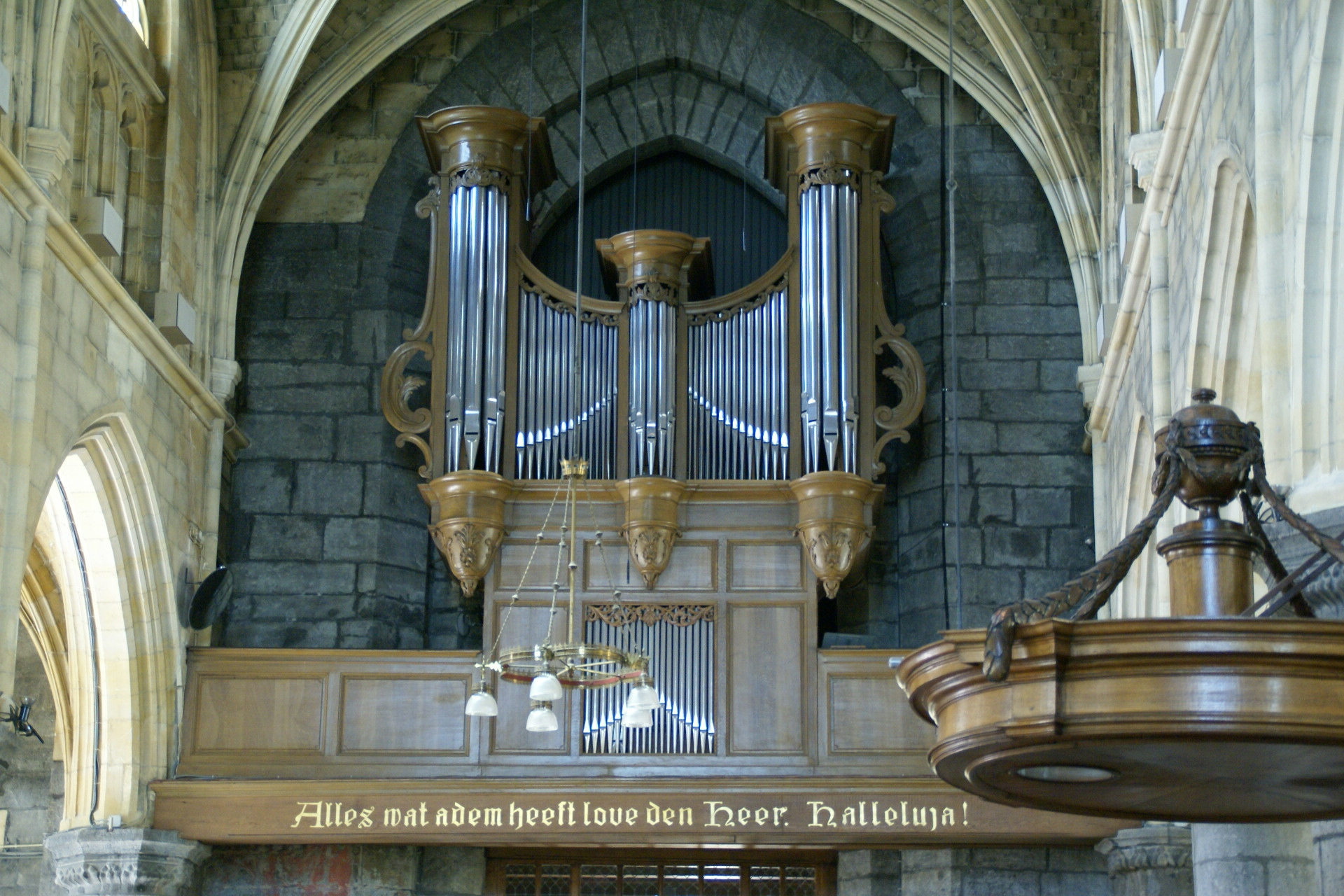
Органная трибуна с органом

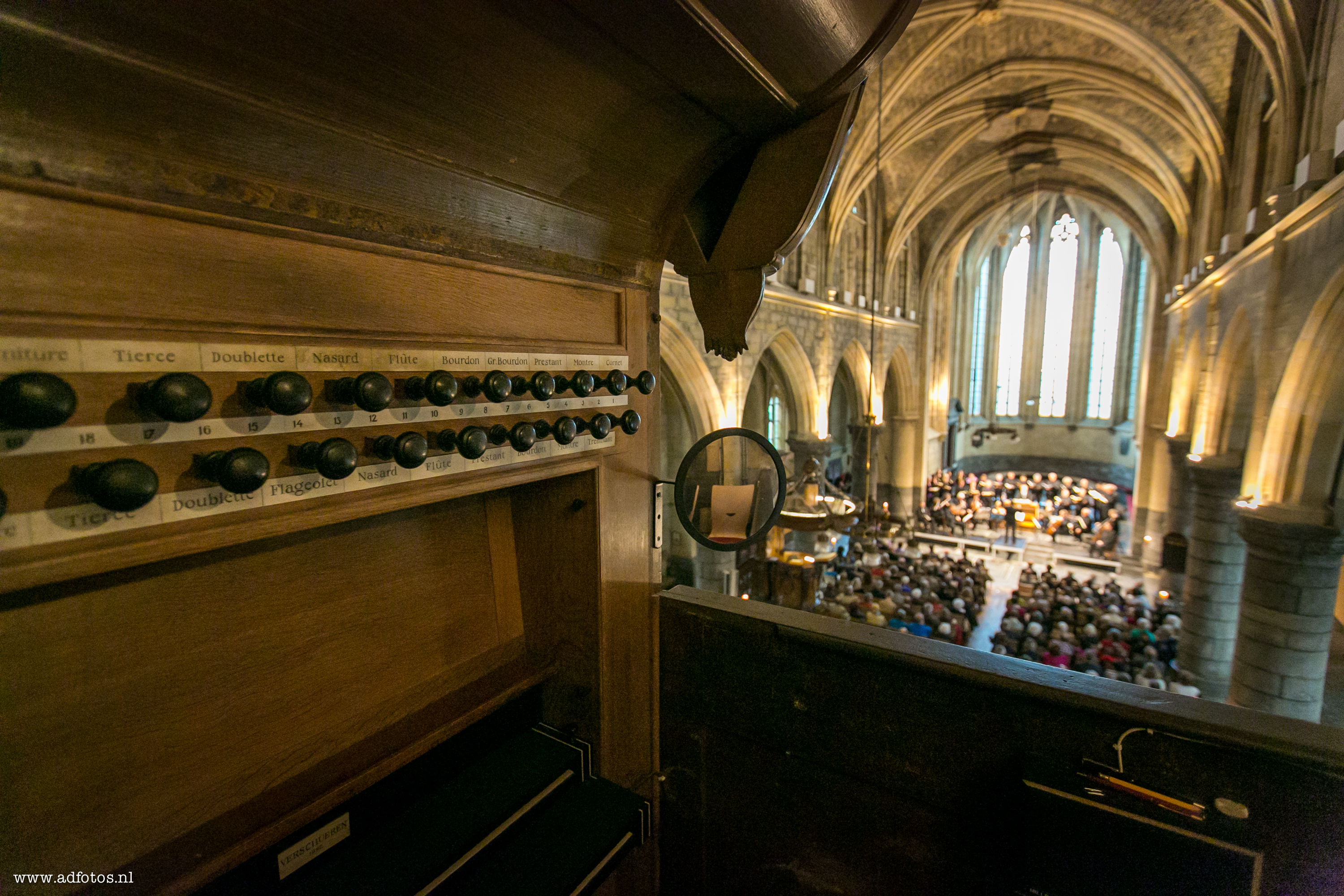
Орган во время концерта

#### Церковная мебель

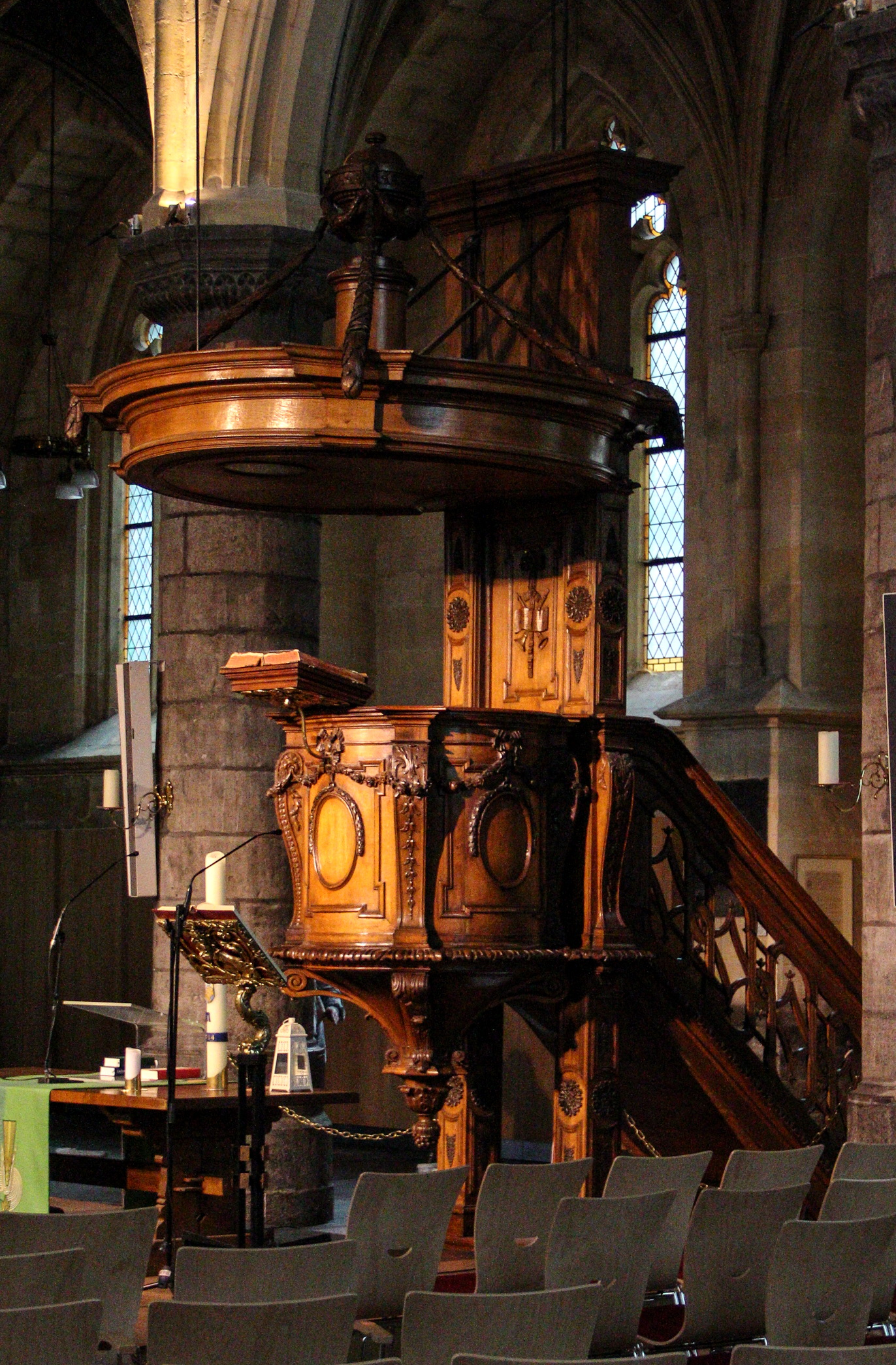
Барочная кафедра
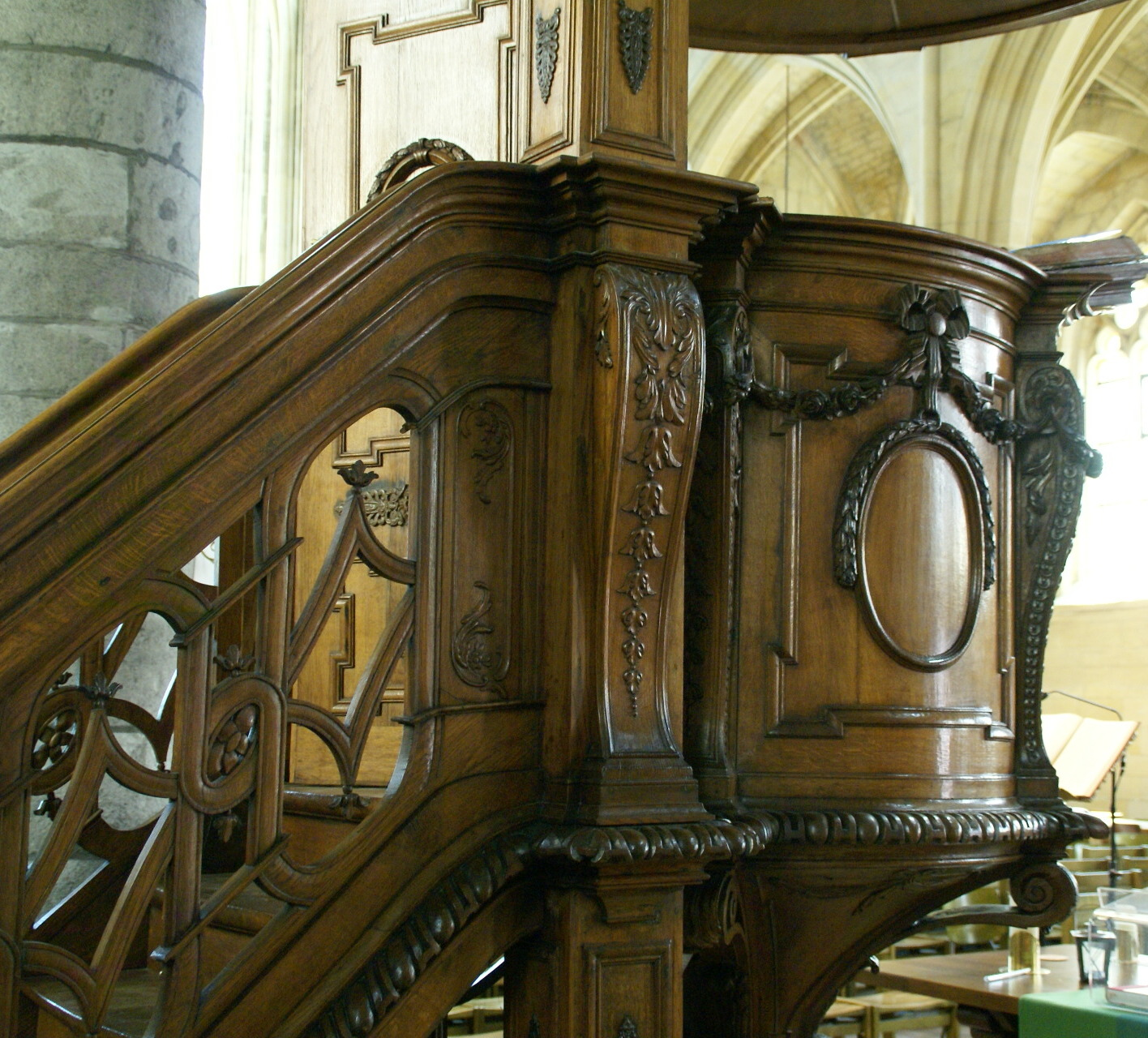
Деталь кафедры
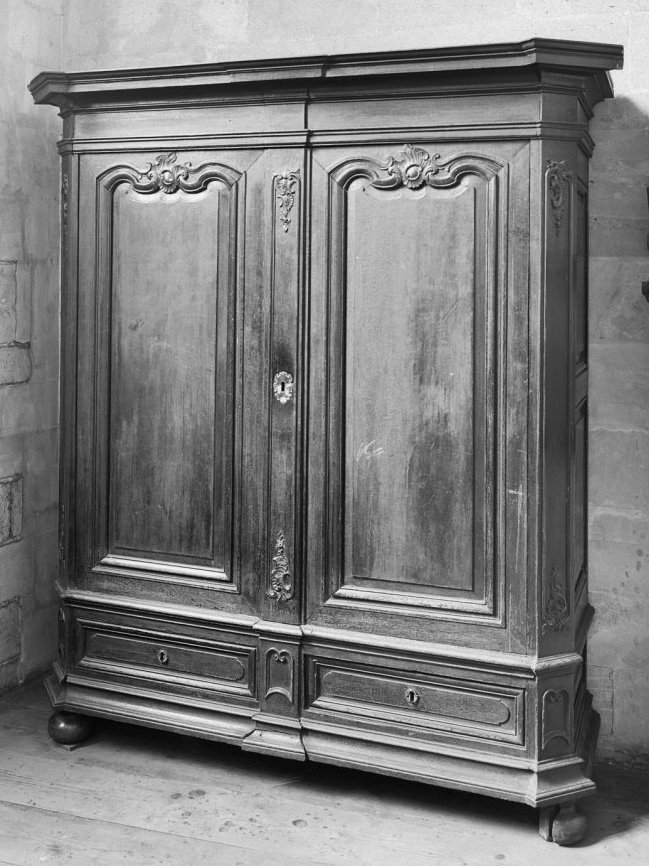
Шкаф
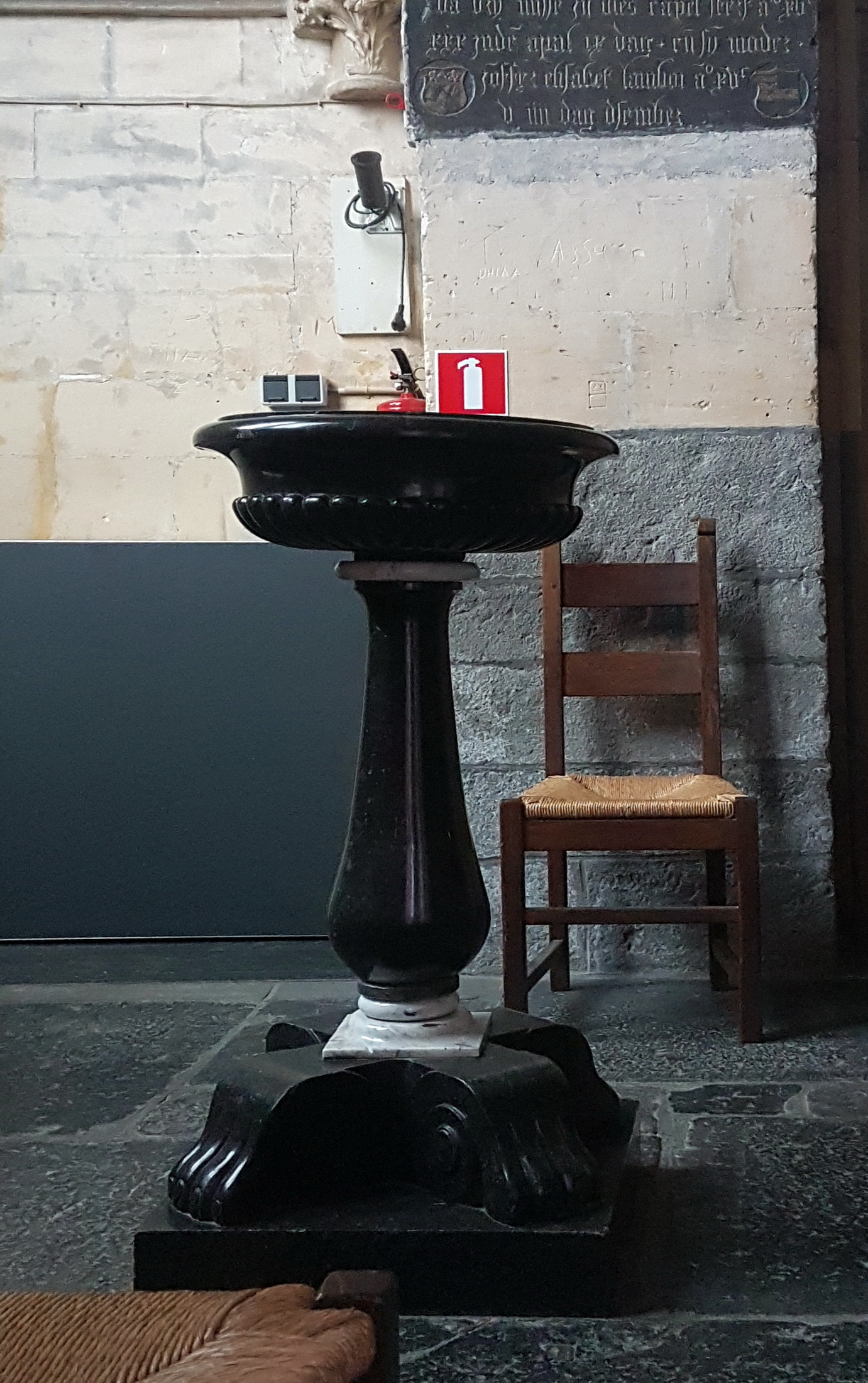
Купель

### Комментарии
1. ↑  В настоящее время сохранились лишь две из четырёх приходских церквей Маастрихта: Церковь Святого Иоанна и Церковь Святого Матвея; а церкви Святого Николая и Святого Мартина были снесены в XIX-м веке.'"`UNIQ--ref-00000005-QINU`"'
2. ↑  На покраску башни было получено разрешение соответствующего министра в соответствии с Законом о памятниках. Однако муниципалитет Маастрихта отказал в выдаче разрешения, поскольку считалось, что это скажется на городской красоте. К этому времени люди уже так привыкли к серо-желтому цвету башни, что трудно было представить красную башню. Государственный совет постановил, что муниципалитет не имеет полномочий останавливать роспись башни.'"`UNIQ--ref-0000000A-QINU`"'